# 旋蒴苣苔属
旋蒴苣苔属（学名：Boea）是苦苣苔科下的一个属，为多年生草本植物。该属共有25种，分布于热带亚洲和大洋洲。